# Kaya (budismo)
Kaya, no budismo, significa, literalmente, corpo. Representa um modo de manifestação da verdade ou de manifestação numa esfera da verdade, principalmente os três kayas ou trikaya: o Dharmakaya, o Sambhogakaya e o Nirmanakaya. Os três kayas contêm uma doutrina de como e por quais modos se dá a manifestação do Buda.

## Trikaya
- Dharmakaya: é a manifestação da verdade em forma absoluta, para além da necessidade de discriminação em conceitos. Representa a verdade que está além da forma e da ideia. Corresponde à mente de Buda.
- Sambhogakaya: é a manifestação da forma pura e perceptível aos grandes praticantes. Representa a verdade que é conhecida pela forma e pela ideia. Corresponde à fala de Buda.
- Nirmanakaya:  é a mais concreta das manifestações, que adquire um corpo, aparecendo em benefício dos que são incapazes de perceber o Sambhogakaya. Compreende as experiências sensíveis que envolve os elementos – terra, ar, água, fogo, espaço – e as manifestações de formas compostas por esses elementos como os objetos e seres da natureza e mesmo as pessoas. Representa todos os desejos e o desejo de conhecer a verdade, ou felicidade. Corresponde ao corpo de Buda.

Servindo como a representação matricial das manifestações, acredita-se que os yantras místicos revelam a base interna das formas do universo.

Assim como há um só Buda primordial, o Adi-Buda, do qual emanam todos os outros, o Dharmakaya corresponde a essa primeira manifestação, dele se derivando os dois outros kayas.
No budismo tibetano, faz-se a seguinte associação:
- Samantabhadra, o Buda do Centro, é a manifestação do Dharmakaya;
- Avalokiteshvara, o bodhisattva da compaixão, é a manifestação do Sambhogakaya;
- Padmasambhava, que historicamente viveu no Tibete e foi o responsável pela chegada do budismo àquele país, é a manifestação do Nirmanakaya.

Deste modo, quem nunca praticou o budismo, o conhece pela figura histórica de Padmasambhava; a compreensão da essência do  budismo, que é a compaixão, é acessível aos praticantes por Avalokiteshvara e para além do budismo e das verdades relativas está a verdade absoluta, no Adi-Buda, representado por Samantabhadra.
Relacionados ao trikaya, temos ainda:
- Rupakaya:  O Corpo de Buda, perceptível, que aparece de dois modos: sambhogakaya e nirmanakaya.
- Svabhavikakaya: O corpo da natureza essencial de Buda, o aspecto de inseparabilidade dos três kayas. A expressão quatro kayas se refere aos três kayas e a esse aspecto de inseparabilidade entre eles.
- Abhisambodhikaya: o corpo de Buda do despertar.
- Vajrakaya: o corpo de Buda da realidade indestrutível, o corpo perfeito do Buda.